# Братья-мостостроители
Бра́тья-мостострои́тели (лат. fratres pontifices) — католическое религиозное братство, занимавшееся преимущественно строительством и обслуживанием мостов и переправ. Организационно оформилось в конце XII века и просуществовало около трёх веков, построив около 1700 мостов.

## История
У многих древних народов мост считался не просто инженерным сооружением, но в значительной степени священным объектом. Уже в Древней Греции, а тем более — в Древнем Риме строительство мостов считалось делом особой религиозной важности, позволявшим верующим попасть в храм. На мосту, соединявшем два берега Тибра в Риме, совершались жертвоприношения, по нему проходил путь к святым местам на другом берегу реки. Высшей религиозной властью у римлян была коллегия понтификов, члены которой назывались понтификами — от слов pons и facio, с лат. — «мост», «делаю». В дальнейшем это слово превратилось в один из титулов римского папы.

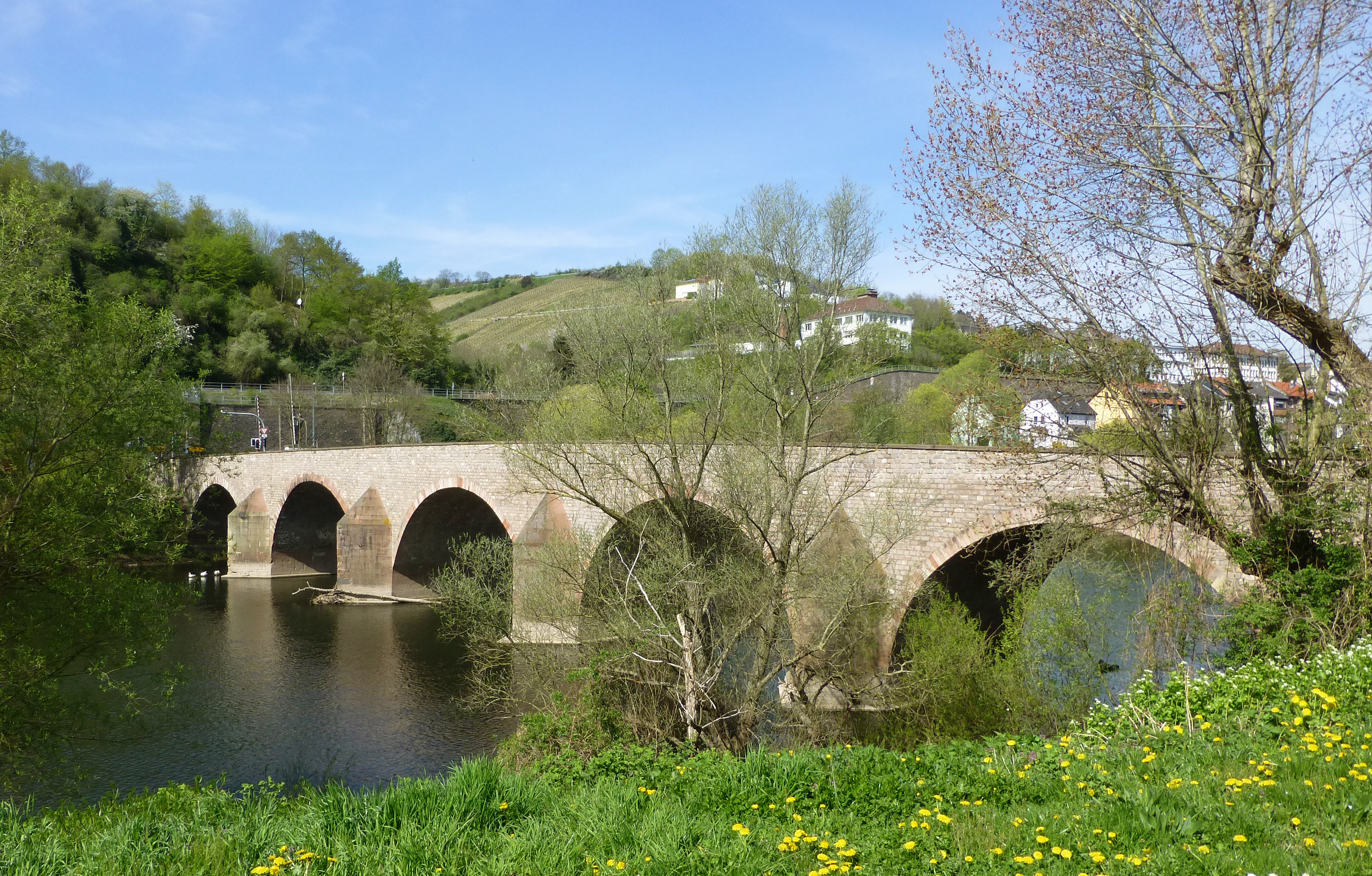
Бингенский мост

 После падения Западной Римской империи в 476 году многие римские инженерные сооружения пришли в упадок. В этих условиях христиане в Италии, Испании, Швеции, Дании, Германии объединялись для организации переправ и строительства мостов. Для этой цели предоставлялись папские и епископальные индульгенции. О сакральности строительства мостов свидетельствует и тот факт, что на мостах заключались торжественные мирные договоры, обменивались пленными и заключались соглашения. Долгое время должность мостостроителя оставалась духовной прерогативой, поэтому папы, епископы, священники и монахи, начиная с самых ранних времен христианской церкви, либо инициаторами строительства мостов, либо даже сами были их художниками и архитекторами. Карл Великий взимал с духовенства средства на строительство дорог и мостов, хотя в остальном оно было освобождено от всех повинностей. Майнцский архиепископ Виллигиз в X веке построил мосты в Ашаффенбурге через реку Майн и в Бингене через реку Наэ.
Однако, организационно братство оформилось во Франции. Согласно преданию, в 1177 году 12-летний пастушок по имени Бенуа, который позднее был канонизирован под именем святого Бенезе (с фр. — «маленький Бенедикт»), пришёл к папскому престолу в Авиньон и сообщил о бывшем у него божественном откровении, в котором ему было велено соорудить у города мост через Рону. Над ним посмеялись, поскольку у него не было ни сил, ни средств для столь грандиозного строительства — ширина реки в этом месте достигает 900 метров, а во время паводка — ещё больше. Однако, молодой человек был настолько убеждён в своей правоте, что ему удалось склонить на свою сторону многих авиньонцев, которые собрали деньги на строительство моста. Тем не менее, собранных денег оказалось недостаточно, поэтому Бенуа предпринял паломничество по различным французским городам, собирая средства для строительства моста. Мост был достроен к 1185 году и получил имя своего вдохновителя, умершего за несколько месяцев до завершения строительства. На мосту появилась капелла, где Бенезе был погребён, а позднее он был канонизирован. Авиньонский мост стал первым крупным мостом, возведённым в Европе после падения Западной Римской империи.

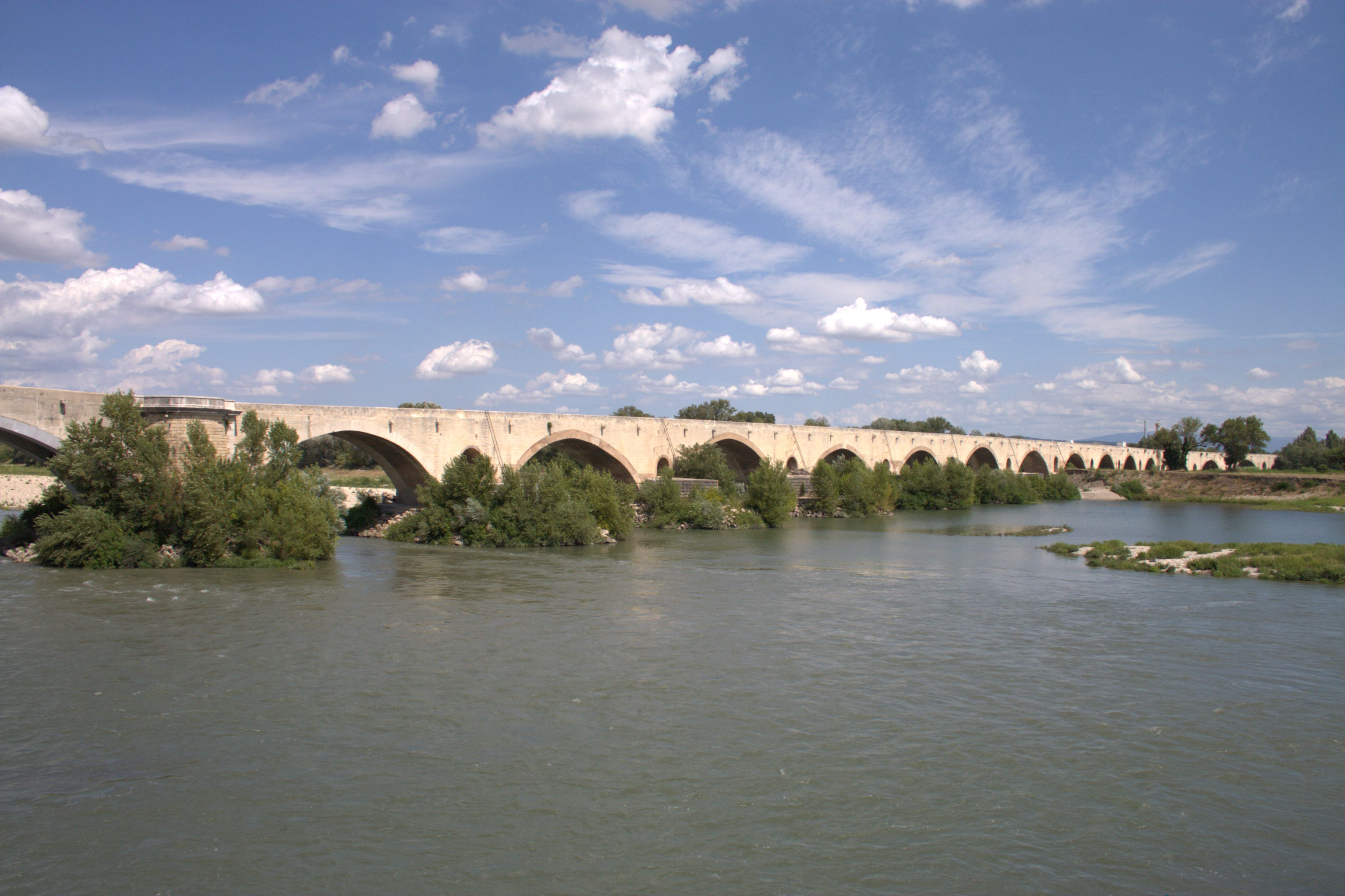
Мост в Пон-Сент-Эспри

 Сформировавшемуся при строительстве моста братству были поручены работы по возведению других мостов — так, они участвовали в строительстве моста Гийотьер в Лионе в 1245 году, моста в Пон-Сент-Эспри в 1265 году (само название города переводится с французского как «мост Святого Духа») и других работах.
Устав братьев-мостостроителей был утверждён папой Клементом III в 1189 году (по другим данным — в 1191 году), после чего аналогичные братства возникли также в других частях Франции и в северной Италии, в дальнейшем распространившись и на прочие католические страны. В первые десятилетия после своего появления братства много работали, возведя также мосты в Париже, Туре, Лондоне, Стратфорде, Флоренции, Валенсии, всего за время своего существования возведя около 1700 мостов.
Братья также занимались созданием и обслуживанием больниц, общежитий и религиозных сооружений, возникавших при мостах. Одна такая больница появилась при Авиньонском мосту сразу после завершения его строительства, другая возникла в Пон-Сент-Эспри, ещё одна — в Лионе. На многих мостах или в непосредственной близости от них устанавливали капеллы и алтари — иногда они располагались непосредственно на мосту или возвышались над ним, в некоторых случаях — под ним. Обычно — напротив города, в конце или в середине, на кирпичном столбе, редко — над аркой моста, или на другом здании, например, мостовой башне.
Об организационной структуре братства известно немного. Скорее всего, оно представляло собой совокупность профессиональных гильдий, члены которых обладали определёнными отличительными знаками, но не были связаны монашескими обетами. Во многих случаях подобные ассоциации состояли из трех ветвей: знати, которая вносила бо́льшую часть средств и иногда называлась donati («жертвователи»); духовенства, которое могло быть в строгом смысле монахами; и ремесленников, которые выполняли фактическую работу по строительству. В некоторых средневековых хрониках встречаются также упоминания о «сёстрах», принадлежавших к той же ассоциации — возможно, в их задачи входило размещение и обслуживание путешественников, а также сбор милостыни.
В 1277 году братство из Бонпа пожелало объединиться с орденом Тамплиеров, однако папа Николай III принял иное решение и присоединил их в 1278 году к ордену иоаннитов. Прочие сообщества братьев-мостостроителей продолжали действовать ещё около трёх столетий и были распущены папой Пием II (1458—1464).

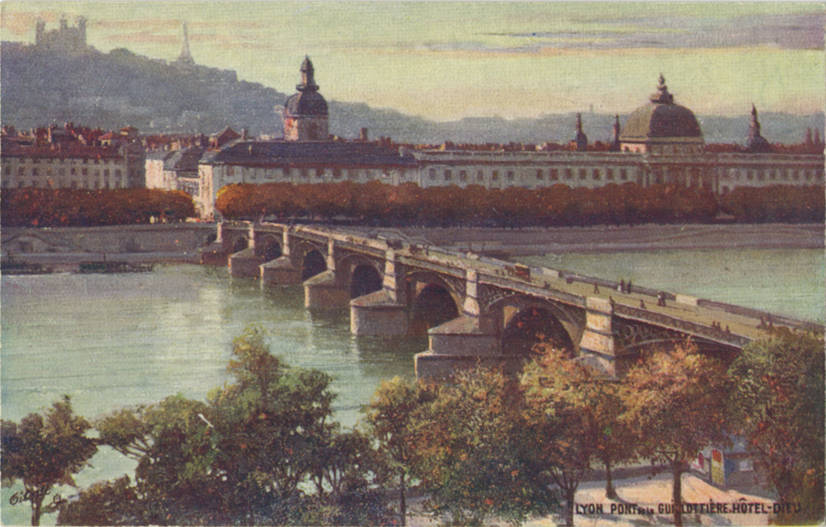
Старый мост Гийотьер в Лионе (уничтожен нацистами в 1944)